# Apologize
Apologize är en singel gjord av rockgruppen OneRepublic som även remixades av producenten och rapparen Timbaland. Låten släpptes  22 september 2007 och var med på både OneRepublics album Dreaming Out Loud och på Timbalands album Timbaland Presents Shock Value och har legat etta på flera av topplistorna över hela världen. 
Tímbalands remixversion av låten innehåller en digitalt inlagd trumma och även en kort rap av hiphopgruppen Former Fat Boys. Remixen blev nummer 12 på Trackslistans årslista för 2008.
Låten vann även en rockbjörn för bästa utländska låt.